# Cetejus obliquus
Cetejus obliquus là một loài bọ cánh cứng trong họ Passalidae. Loài này được Kirsche miêu tả khoa học năm 1877.